# Valentin Poénaru

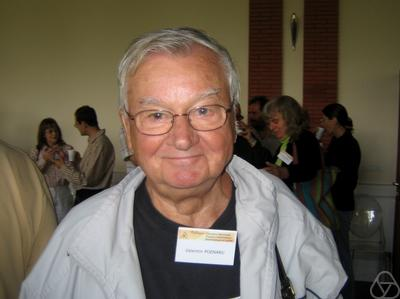
Valentin Poénaru (2007)

Valentin Alexandre Poénaru  (* 1932 in Bukarest) ist ein  französisch-rumänischer Mathematiker, der sich vor allem mit niedrig-dimensionaler (Dimension 3,4) Topologie beschäftigt.

## Leben und Wirken
Poénaru studierte an der Universität Bukarest. 1962 war er Invited Speaker auf dem Internationalen Mathematikerkongress in Stockholm (Produits cartésiens de variétés différentielles par un disque) und wechselte bei dieser Gelegenheit in den Westen. Er ging nach Frankreich und wurde 1963 an der Universität Paris bei Charles Ehresmann habilitiert (Thèse d’État, Sur les variétés tridimensionnelles ayant le type d'homotopie de la sphère S3). Poénaru war danach vier Jahre an der Harvard University und Princeton University (1964/65 am Institute for Advanced Study) und ab 1967 Professor an der Universität von Paris-Süd in Orsay.
Poénaru beschäftigte sich seit 1957 mit der Poincaré-Vermutung und verfolgt nach wie vor ein eigenes Programm zum Beweis der Vermutung, alternativ zum Beweis von Perelman.
Zu seinen Doktoranden zählt Pierre Vogel.

## Schriften (Auswahl)
- Produits cartésiens de variétés différentielles par un disque. In: Proceedings of the International Congress of Mathematicians, Saltsjöbaden near Stockholm, 15–22 August 1962. Institut Mittag-Leffler, Djursholm 1963, S. 481–489, (Digitalisat).
- mit André Haefliger: La classification des immersions combinatoires. In: Institut des Hautes Etudes Scientifiques. Publications Mathématiques. Nr. 23, 1964, S. 75–91, (online).
- mit William Boone und Wolfgang Haken: On recursively unsolvable problems in topology and their classification. In: Hermann Arnold Schmidt, Kurt Schütte, Hans-Jürgen Thiele (Hrsg.): Contributions to Mathematical Logic . Proceedings of the Logic Colloquium, Hannover 1966 (= Studies in Logic and the Foundations of Mathematics. 50). North-Holland Publishing, Amsterdam 1968, S. 37–74, doi:10.1016/S0049-237X(08)70518-4.
- Singularités {\displaystyle C^{\infty }} en présence de symétrie. En particulier en présence de la symétrie d'un groupe de Lie compact (= Lecture Notes in Mathematics. 510). Springer, Berlin u. a. 1976, ISBN 3-540-07630-1.
- mit Albert Fathi und François Laudenbach: Travaux de Thurston sur les surfaces (= Astérisque. 66/67). Séminaire Orsay. With an English summary. Société Mathématique de France, Paris 1979, (online).
- Almost convex groups, Lipschitz combing, and {\displaystyle \pi _{1}^{\infty }} for universal covering spaces of closed 3-manifolds. In: Journal of Differential Geometry. Bd. 35, Nr. 1, 1992, S. 103–130, doi:10.4310/jdg/1214447807.